# Gerard Bonniers lyrikpris

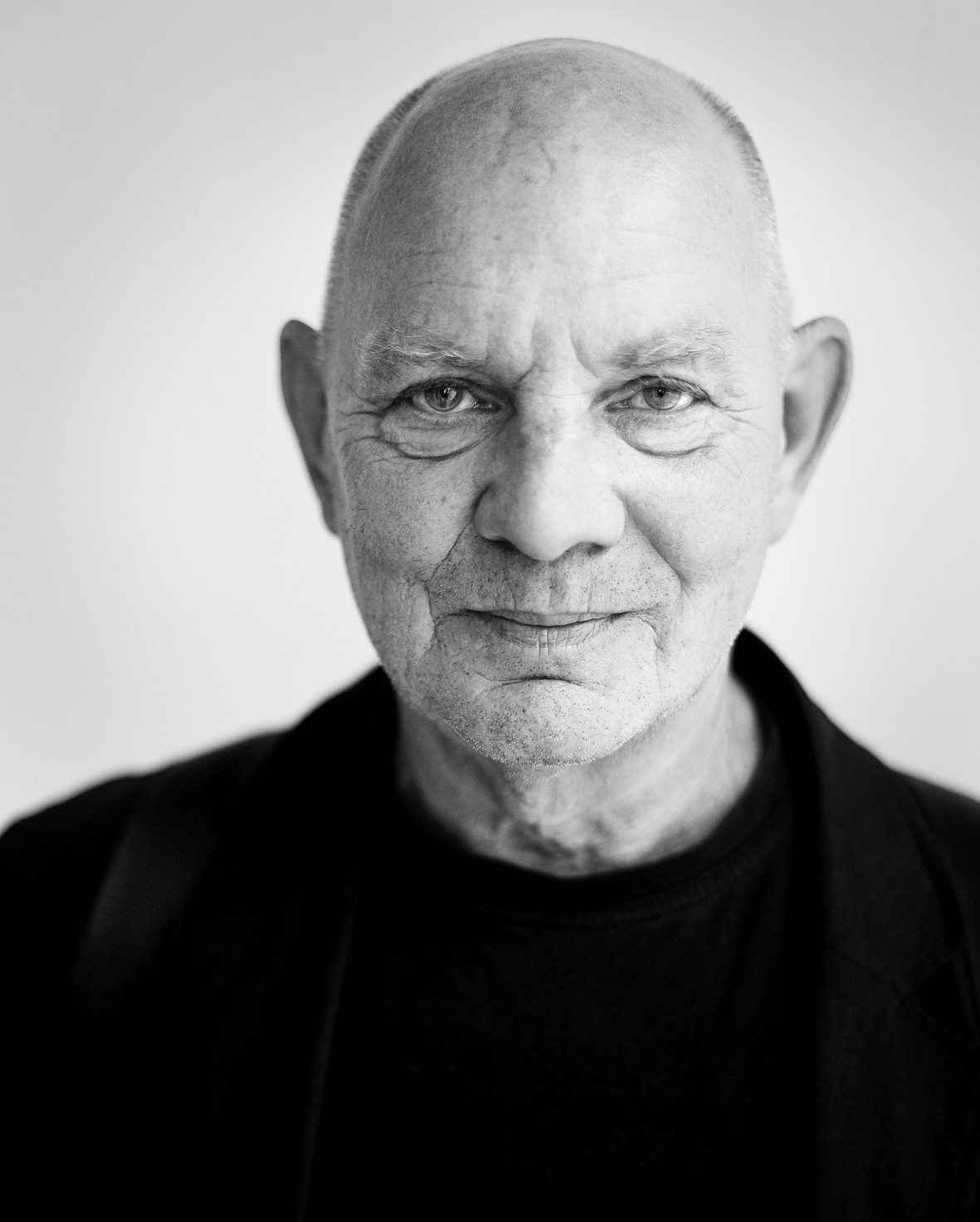
Lars Norén, pristagare 1978.

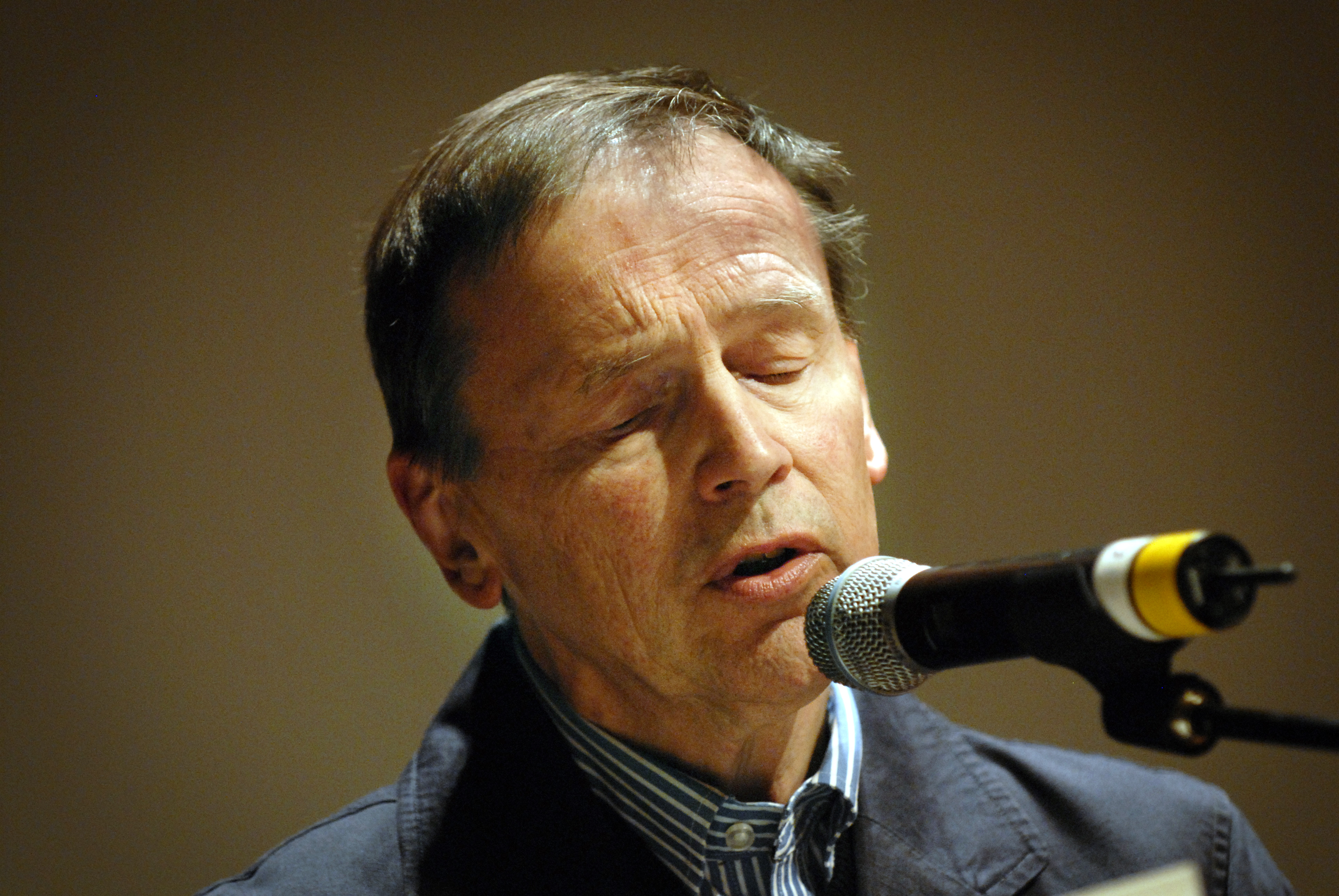
Göran Sonnevi, pristagare 1982 och 2020.

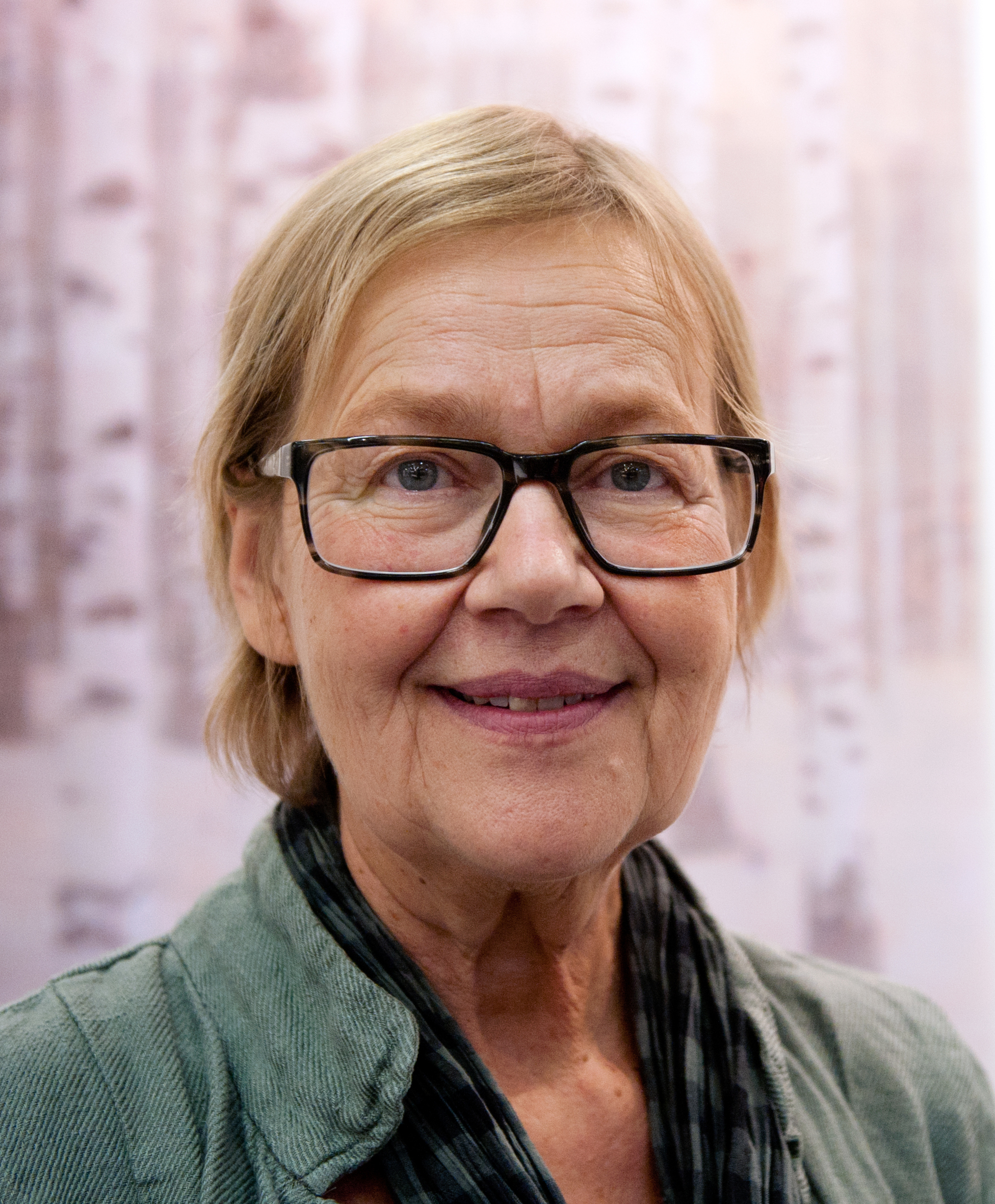
Tua Forsström, pristagare 1993.

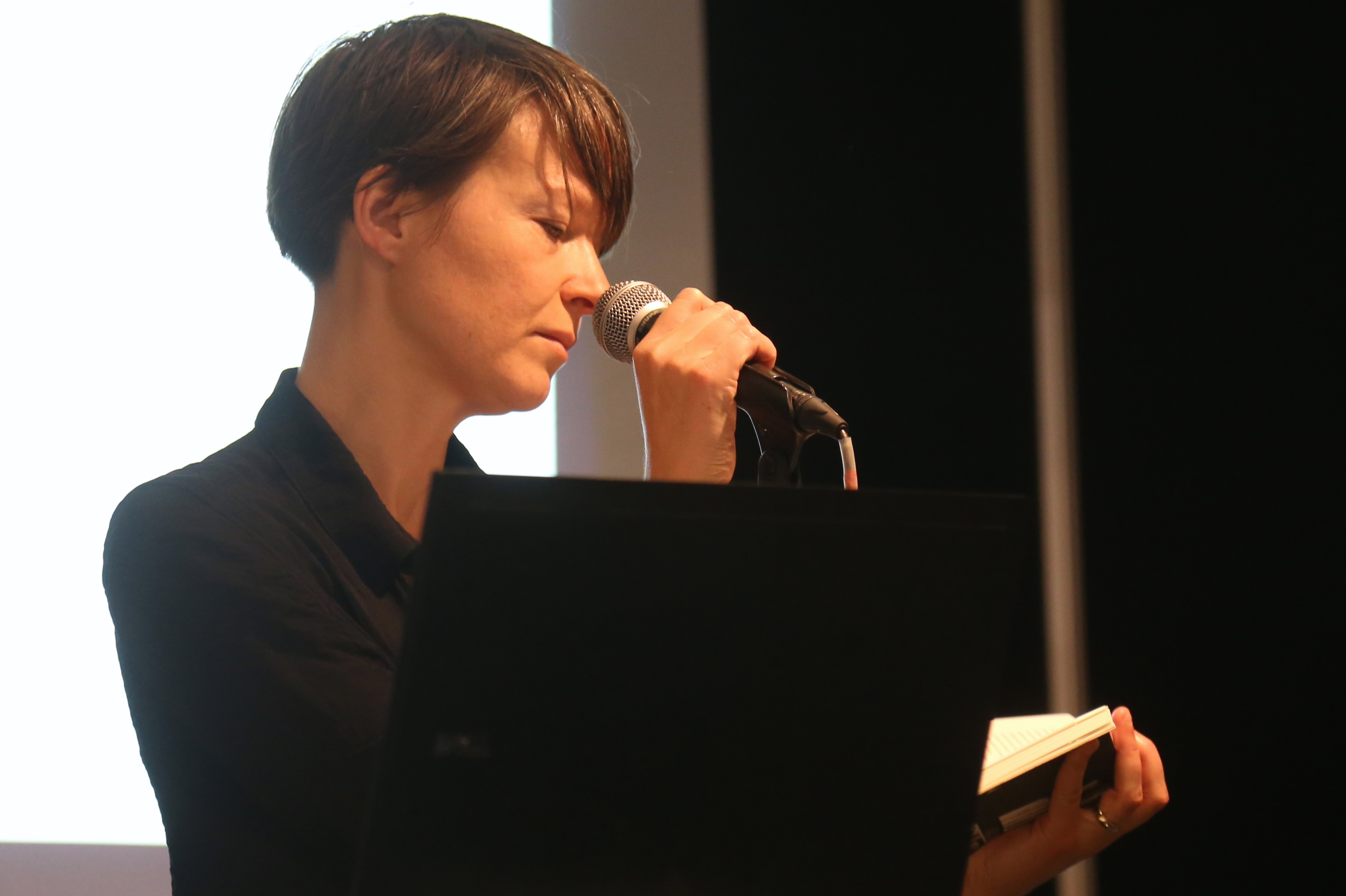
Jenny Tunedal, pristagare 2012.

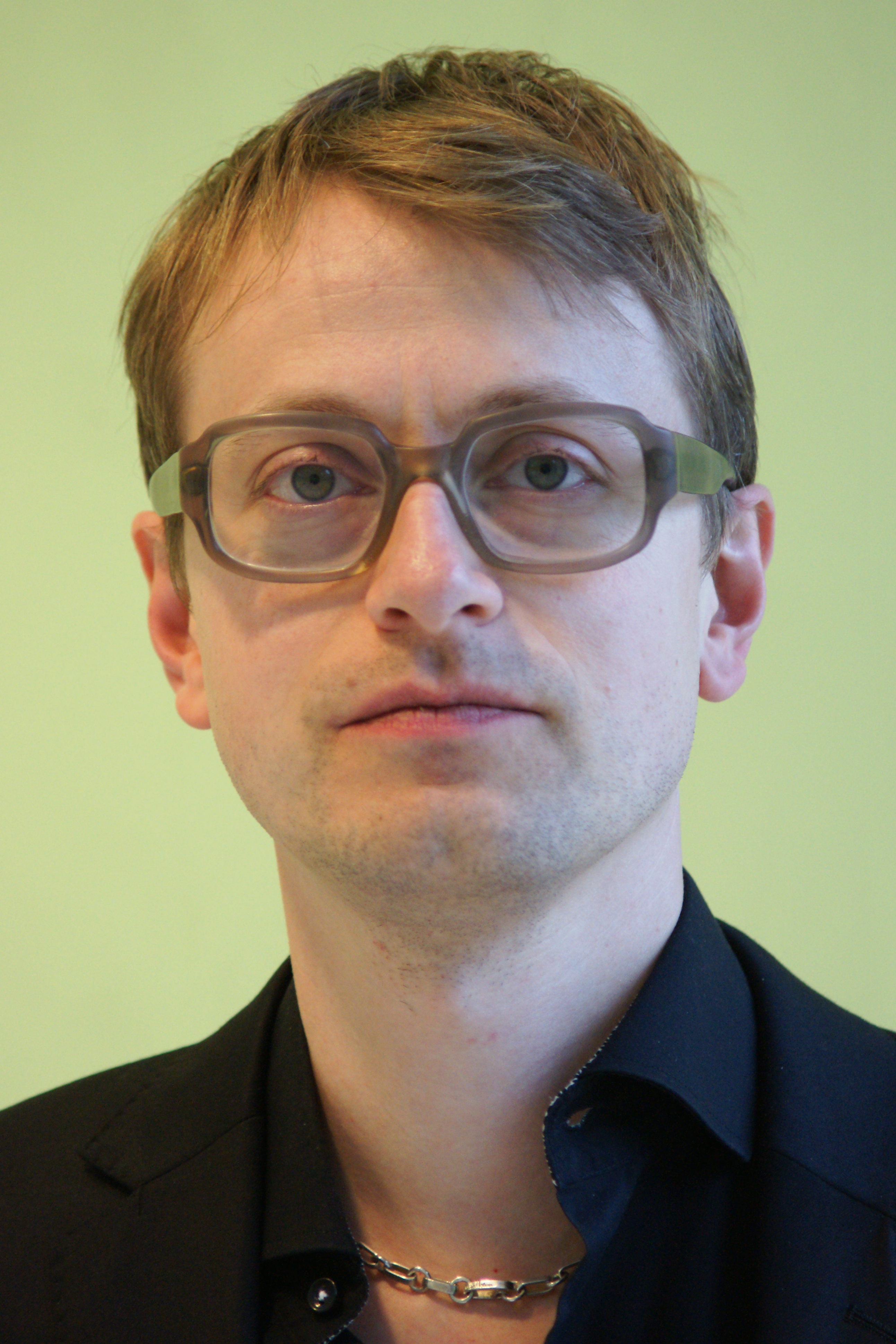
Malte Persson, pristagare 2022.

Gerard Bonniers lyrikpris är ett svenskt litterärt pris som utdelas av Albert Bonniers Förlag. Priset instiftades 1978 som en gåva till Gerard Bonnier på hans 60-årsdag, och syftar till att "belöna en specificerad diktsamling som skrivits på svenska språket". Priset delas ut i mars varje år, och prissumman är på 100 000 svenska kronor (2023).
Den jury som utser pristagaren består av en representant för donatorn, en litteraturkritiker samt föregående års pristagare. Donatorn avsåg inte att med priset utse årets bästa diktsamling, då denne menade att detta knappt var möjligt. Istället avsåg denne att utse ett verk ”som är av hög litterär halt över huvud taget”.

## Pristagare
- 1978 – Lars Norén för Order[3]
- 1979 – Karl Vennberg för Visa solen ditt ansikte[4]
- 1980 – Erik Beckman för Den kommunala kroppen[5]
- 1981 – Tobias Berggren för Threnos[6]
- 1982 – Göran Sonnevi för Små klanger; en röst[7]
- 1983 – Birgitta Trotzig för Anima[8]
- 1984 – Tomas Tranströmer för Det vilda torget[9]
- 1985 – Kjell Espmark för Den hemliga måltiden[10]
- 1986 – Bengt Emil Johnson för Utsatt[11]
- 1987 – Lars Forssell för Sånger[12]
- 1988 – Katarina Frostenson för Samtalet[13]
- 1989 – Stig Larsson för Händ![14]
- 1990 – Anna Rydstedt för Genom nålsögat[15]
- 1991 – Ernst Brunner för Sorgen per capita[16]
- 1992 – Lars Lundkvist för Tjuka[17]
- 1993 – Tua Forsström för Parkerna[18]
- 1994 – Werner Aspenström för Ty[19]
- 1995 – Arne Johnsson för Fåglarnas eldhuvuden[20]
- 1996 – Birgitta Lillpers för Propolis[21]
- 1997 – Jesper Svenbro för Vid budet att Santo Bambino di Aracœli slutligen stulits av maffian[22]
- 1998 – Lennart Sjögren för Fågeljägarna[23]
- 1999 – Rolf Aggestam för Att flå en blixt[24]
- 2000 – Marie Lundquist för En fabel skriven på stenar[25]
- 2001 – Staffan Söderblom för Knittlar[26]
- 2002 – Eva Runefelt för I djuret[27]
- 2003 – Ulf Eriksson för Rymdens vila[28]
- 2004 – Ann Jäderlund för Blomman och människobenet[29]
- 2005 – Eva Ström för Rött vill till rött[30]
- 2006 – Claes Andersson för Tidens framfart
- 2007 – Eva-Stina Byggmästar för Älvdrottningen[31]
- 2008 – Eva Ribich för Ljuset kommer in underifrån[32]
- 2009 – Helena Eriksson för De, bara[33]
- 2010 – Kennet Klemets för Kling kling[34]
- 2011 – Agneta Enckell för Anteckningar (intill ett nordligt innanhav)[35]
- 2012 – Jenny Tunedal för Mitt krig, sviter[36]
- 2013 – Björner Torsson för Hüzün eller Den hopfällbara näsan[37]
- 2014 – Fredrik Nyberg för Att bli ved[38]
- 2015 – Ida Börjel för Ma[39]
- 2016 – Åsa Maria Kraft för Randfenomen[40]
- 2017 – Johan Jönson för dit. dit. hään.[41]
- 2018 – Gunnar D. Hansson för Tapeshavet[42]
- 2019 – Mara Lee för Kärleken och hatet
- 2020 – Göran Sonnevi för Det osynliga motstyckets bok[43]
- 2021 – Anna Hallberg för Under tiden[44]
- 2022 – Malte Persson för Undergången[45]
- 2023 – Lina Ekdahl för Du är inte full du är fylld[46]
- 2024 – Karl Daniel Törnkvist för Katedral av förtret[47]

### Fotnoter
1. ↑  ”Våra stipendier”, Albert Bonniers Förlag. Läst 20 augusti 2023.
2. ↑  ”Gerhard Bonniers Lyrikpris”. Albert Bonniers Förlag. Arkiverad från originalet den 12 september 2012. https://web.archive.org/web/20120912093532/http://www.albertbonniersforlag.se/Om-forlaget/Stipendier/. Läst 28 maj 2012.
3. ↑  Dagens Nyheter 7 mars 1978. Läst 20 augusti 2023.
4. ↑  Dagens Nyheter 7 mars 1979. Läst 20 augusti 2023.
5. ↑  Dagens Nyheter 7 mars 1980. Läst 20 augusti 2023.
6. ↑  Dagens Nyheter 6 mars 1981. Läst 20 augusti 2023.
7. ↑  Dagens Nyheter 7 mars 1982. Läst 20 augusti 2023.
8. ↑  Dagens Nyheter 7 mars 1983. Läst 20 augusti 2023.
9. ↑  Dagens Nyheter 7 mars 1984. Läst 20 augusti 2023.
10. ↑  Dagens Nyheter 7 mars 1985. Läst 20 augusti 2023.
11. ↑  Dagens Nyheter 7 mars 1986. Läst 20 augusti 2023.
12. ↑  Dagens Nyheter 9 mars 1987. Läst 20 augusti 2023.
13. ↑  Dagens Nyheter 7 mars 1988. Läst 20 augusti 2023.
14. ↑  Dagens Nyheter 7 mars 1989. Läst 20 augusti 2023.
15. ↑  Dagens Nyheter 7 mars 1990. Läst 20 augusti 2023.
16. ↑  Dagens Nyheter 7 mars 1991. Läst 20 augusti 2023.
17. ↑  Dagens Nyheter 7 mars 1992. Läst 20 augusti 2023.
18. ↑  Dagens Nyheter 7 mars 1993. Läst 20 augusti 2023.
19. ↑  Dagens Nyheter 7 mars 1994. Läst 20 augusti 2023.
20. ↑  Dagens Nyheter 7 mars 1995. Läst 20 augusti 2023.
21. ↑  Dagens Nyheter 7 mars 1996. Läst 20 augusti 2023.
22. ↑  Dagens Nyheter 7 mars 1997. Läst 20 augusti 2023.
23. ↑  Dagens Nyheter 7 mars 1998. Läst 20 augusti 2023.
24. ↑  Dagens Nyheter 7 mars 1999. Läst 20 augusti 2023.
25. ↑  Dagens Nyheter 7 mars 2000. Läst 20 augusti 2023.
26. ↑  Dagens Nyheter 7 mars 2001. Läst 20 augusti 2023.
27. ↑  Dagens Nyheter 7 mars 2002. Läst 20 augusti 2023.
28. ↑  Dagens Nyheter 7 mars 2003. Läst 20 augusti 2023.
29. ↑  Dagens Nyheter 7 mars 2004. Läst 20 augusti 2023.
30. ↑  Dagens Nyheter 7 mars 2005. Läst 20 augusti 2023.
31. ↑  Dagens Nyheter 7 mars 2007. Läst 20 augusti 2023.
32. ↑  Dagens Nyheter 7 mars 2008. Läst 20 augusti 2023.
33. ↑  Dagens Nyheter 7 mars 2009. Läst 20 augusti 2023.
34. ↑  Dagens Nyheter 7 mars 2010. Läst 20 augusti 2023.
35. ↑  Dagens Nyheter 7 mars 2011. Läst 20 augusti 2023.
36. ↑  Dagens Nyheter 7 mars 2012. Läst 20 augusti 2023.
37. ↑  Dagens Nyheter 7 mars 2013. Läst 20 augusti 2023.
38. ↑  Dagens Nyheter 7 mars 2014. Läst 20 augusti 2023.
39. ↑  Dagens Nyheter 7 mars 2015. Läst 20 augusti 2023.
40. ↑  Dagens Nyheter 2 april 2016. Läst 20 augusti 2023.
41. ↑  Dagens Nyheter 7 mars 2017. Läst 20 augusti 2023.
42. ↑  Dagens Nyheter 7 mars 2018. Läst 20 augusti 2023.
43. ↑  Dagens Nyheter 8 mars 2020. Läst 20 augusti 2023.
44. ↑  ”Anna Hallberg får Gerard Bonniers lyrikpris”. DN.SE. 7 mars 2021. https://www.dn.se/kultur/anna-hallberg-far-gerard-bonniers-lyrikpris/. Läst 28 mars 2021.
45. ↑  ”Malte Persson”, Albert Bonniers Förlag. Läst 20 augusti 2023.
46. ↑  ”Du är inte full du är fylld”, Teg Publishing. Läst 20 augusti 2023.
47. ↑  Mats Almegård (16 april 2024). ”Poeten Karl Daniel Törnkvist prisas”. www.svb.se. https://www.svb.se/nyheter/poeten-karl-daniel-tornkvist-prisas/4252793. Läst 8 november 2024.